# Allium eduardi
Allium eduardi är en amaryllisväxtart som beskrevs av William Thomas Stearn och Airy Shaw. Allium eduardi ingår i släktet lökar, och familjen amaryllisväxter. Inga underarter finns listade i Catalogue of Life.